# NMBS/SNCB-Reihe 202
Die Reihen 202, 203 und 204 (ab 1971 Reihen 52, 53 und 54) der belgischen Staatsbahn (NMBS/SNCB) sowie die Reihe 1600 der luxemburgischen Eisenbahnen (CFL) sind eine 43 Fahrzeuge umfassende Serie von sechsachsigen dieselelektrischen Lokomotiven, die ab 1955 ausgeliefert wurden. Sie bilden zusammen mit der Reihe 201 die erste Generation von Diesellokomotiven, die in Belgien zum Einsatz kamen. Ihr Einsatzgebiet waren vor allem die steigungsreichen Strecken der Ardennen. Die Fahrzeuge sind teilweise noch im Einsatz.
Auf Grund der rot-gelben Farbgebung bei den luxemburgischen Eisenbahnen und ihrer typischen runden Front wurden die Lokomotiven auch als „Kartoffelkäfer“ bezeichnet.

## Reihen 202 bis 204 der NMBS/SNCB

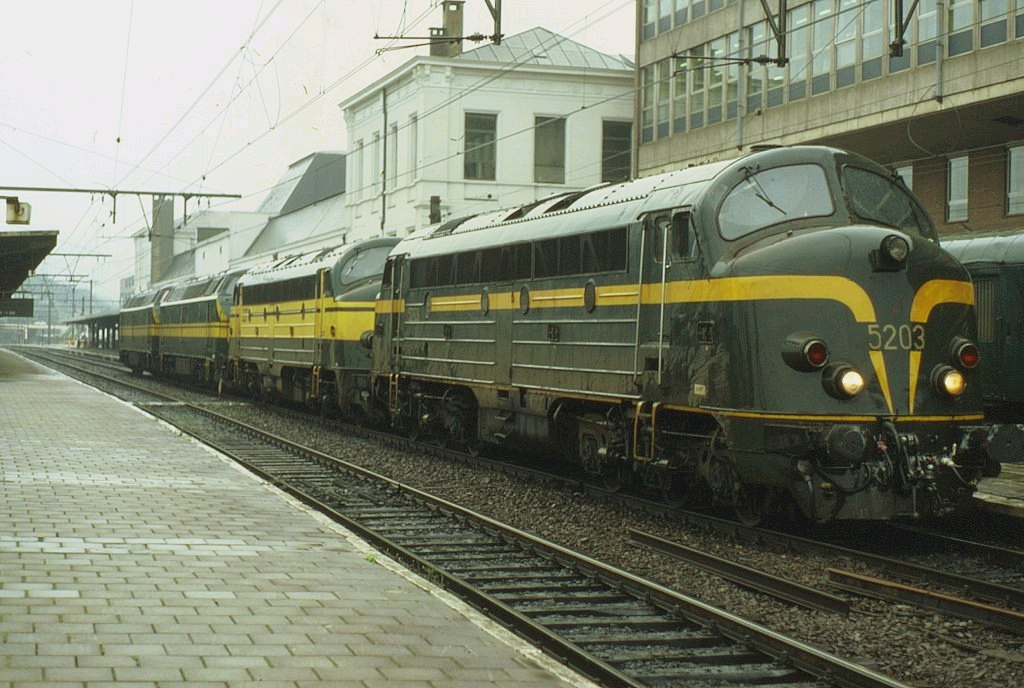
5203 und 5207 in einem Lokzug in Namur, 1987

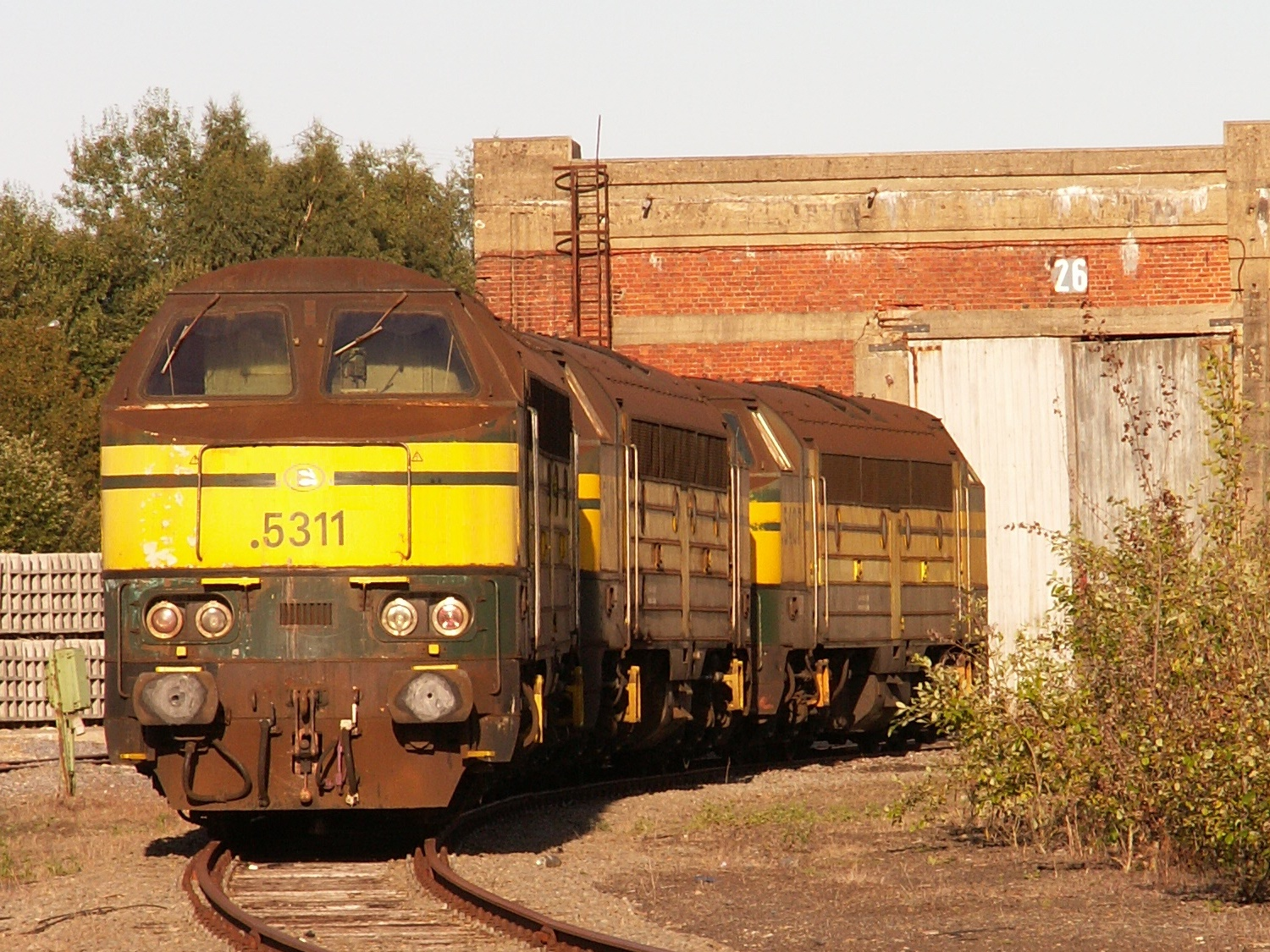
Ab Ende der 1970er Jahre wurden die Stirnseiten modernisiert

Die Reihen 202, 203 und 204 entstanden als belgische Variante der NSB Di 3 des schwedischen Herstellers Nydqvist och Holm (NoHAB), welche wiederum einen Lizenznachbau der F-Serie von Electro-Motive Diesel (EMD), einer Tochterfirma von General Motors (GM), darstellt. Der belgische Hersteller Anglo-Franco-Belge (AFB) erhielt hierfür eine Lizenz der NoHAB, die Motoren lieferte GM. Vorgesehen war der Einsatz vor Personenzügen in den Ardennen.
Die Staatsbahnen orderten insgesamt 40 Maschinen, wovon 22 Stück auf die Reihe 202 und 18 Stück auf die Reihe 203 entfallen sollten. Letztere entsprach baulich der 202, war aber für den Güterzugverkehr vorgesehen und verfügte daher über keine Zugheizung.
Die ersten Maschinen wurden im Februar 1955 ausgeliefert, bis Juni 1955 waren 17 Fahrzeuge mit unterbrochener Nummerierung unterwegs. Die 202.014 wurde noch vor ihrer Inbetriebnahme der Reihe 203 zugeordnet, die vier weiteren vorgesehenen Lokomotiven wurden dagegen kurzfristig von der CFL aufgekauft. Als Ausgleich für diese Exemplare orderte die NMBS/SNCB zwei Jahre darauf vier weitere baugleiche Lokomotiven, die jedoch eine höhere Leistung und somit eine Höchstgeschwindigkeit von 140 km/h (anstatt 120 km/h) aufwiesen. Die vier Lokomotiven 202.015 bis 202.018 wurden der neuen Bauart angepasst und diese insgesamt acht Exemplare als Reihe 204 eingereiht.
Ende der 1970er wurden die Lokomotiven modernisiert. Die Fahrzeuge erhielten einen der Reihen 62 und 63 angepassten Führerstand. Die vormals runde Nase, die „nez ronde“, ging dadurch verloren. Die Loks sind seitdem für den in Belgien und Frankreich üblichen Linksverkehr ausgerichtet und haben eine bessere Schallisolierung erhalten.
1983 wurden vier Fahrzeuge der Reihe 53 mit einer Zugheizung ausgestattet und in die Reihe 52 mit den Nummern 5214 bis 5217 eingereiht. 1989 kam es umgekehrt zum Ausbau der Zugheizung bei den Nummern 5203, 5206, 5207, 5208 und 5210 und deren Eingliederung in die Reihe 53. Sie dienten dort als Ersatz für zuvor nach Unfällen ausgemusterte Fahrzeuge.
Die 52er kommen mittlerweile zusammen mit den 53ern im Güterverkehr zum Einsatz, da ihre Leistungen im Personenverkehr zunehmend durch die Reihen AR 41 und 62 übernommen werden.
Alle Lokomotiven wurden im Juni 2009 abgestellt und 2011 ausgemustert.

## Reihe 1600 der CFL

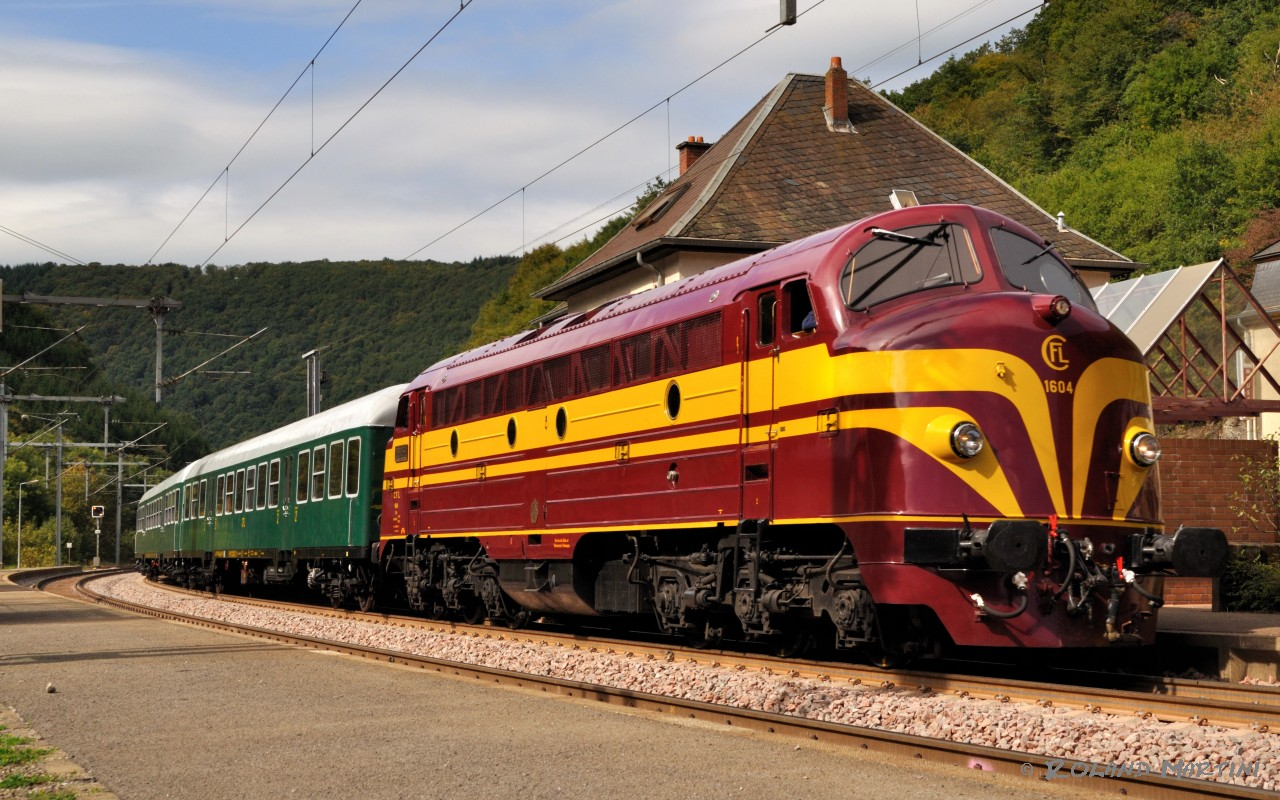
CFL 1604 in Goebelsmühle

Von der Reihe 202 wurden vier Loks abgezweigt und als 1601 bis 1604 an die CFL geliefert. Diese waren in weinrot-gelb lackiert. Die Loks wurden 1955 geliefert. 1958 hatte die 1603 bei Bascharage einen schweren Unfall. Wegen einer falschen Weichenstellung war sie mit einem anderen Zug, welcher auf einem Überholgleis stand kollidiert. Nach dem Unfall war die Lok eigentlich schrottreif, sie wurde aber wieder vollständig hergerichtet. Nach der Instandsetzung war der Wagenkasten etwa 30 Zentimeter kürzer als bei den anderen drei Loks. Um auch nach Trier fahren zu können, erhielten die Loks 1971 ein drittes Spitzensignal. Sie liefen bis zuletzt im Schnellzugverkehr nach Trier, jedoch mit einer Sondergenehmigung der DB, da sie nicht mit Indusi ausgerüstet waren. 1971 wurden die kleinen Nummern und das alte CFL-Logo durch größere Nummern und ein neues Logo ersetzt. Dieses Kleid behielten sie bis zu ihrer Ausmusterung. 1984 wurde die 1601 als erste Lok abgestellt, und 1989 als einzige der vier luxemburgischen Loks verschrottet. Die anderen wurden 1994 ausgemustert, die 1602 wurde von Märklin gekauft und später an den belgischen PFT weiterverkauft. Dieser restaurierte die Lok und lackierte sie in den Farben der NMBS/SNCB und gaben ihr die Nummer 202.020, welche ursprünglich auch vorgesehen war, und das dritte Spitzenlicht auf der Nase wurde wieder entfernt. Die 1603 fuhr anfangs auf der Vennbahn und wurde 2006 ebenfalls vom PFT gekauft. Die 1604 blieb in Luxemburg und wurde vom Luxemburger Denkmalpflegeamt zum National Denkmal erklärt und als betriebsfähige Museumslok erhalten. Der Verein 1604 Classics a.s.b.l. restaurierte die Lok und setzte sie, abgesehen vom dritten Spitzensignal, in den Auslieferungszustand vom 21. April 1955 zurück. Im Jahr 2010 wurde der Dieselmotor von der Firma EMD generalüberholt und mit Teilen der Motortype 645 ausgerüstet. Im Jahr 2013 erhielt die Lok eine HU in den Netinera-Werken in Neustrelitz, wobei die elektrischen Organe (Generator, Traktionsmotore, Lüfter, Verkabelung) komplett erneuert und die Drehgestelle hauptuntersucht wurden.

## Fahrzeugübersicht
| Werknr. | Indienststellung | NMBS/SNCB / CFL           | Verbleib                                                                              |
| ------- | ---------------- | ------------------------- | ------------------------------------------------------------------------------------- |
| 120     | 2. Juli 1955     | 203.001 5301              | ausgemustert                                                                          |
| 121     | 15. Juli 1955    | 203.002 5302              | 1983 Umbau in 5215 ausgemustert und an PFT verkauft.                                  |
| 122     | 16. Juli 1955    | 203.003 5303              | ausgemustert                                                                          |
| 123     | 14. Juli 1955    | 203.004 5304              | 2002 ausgemustert und verschrottet                                                    |
| 124     | 19. Juli 1955    | 203.005 5305              | ausgemustert                                                                          |
| 125     | 30. Juli 1955    | 203.006 5306              | ausgemustert                                                                          |
| 126     | 1. Aug. 1955     | 203.007 5307              | 1983 Umbau in 5214 2002 ausgemustert                                                  |
| 127     | 3. Aug. 1955     | 203.008 5308              | 2007 ausgemustert                                                                     |
| 128     | 9. Aug. 1955     | 203.009 5309              | ausgemustert                                                                          |
| 129     | 16. Aug. 1955    | 203.010 5310              | 1995 ausgemustert                                                                     |
| 130     | 26. Aug. 1955    | 203.011 5311              | ausgemustert                                                                          |
| 131     | 26. Aug. 1955    | 203.012 5312              | ausgemustert                                                                          |
| 132     | 31. Aug. 1955    | 203.013 5313              | ausgemustert. Drehgestelle nach Luxemburg verkauft. Ersatzteile CFL1604               |
| 133     | 5. Sep. 1955     | 203.014 5314              | 2002 ausgemustert                                                                     |
| 134     | 8. Sep. 1955     | 203.015 5315              | ausgemustert                                                                          |
| 135     | 24. Sep. 1955    | 203.016 5316              | ausgemustert                                                                          |
| 136     | 24. Sep. 1955    | 203.017 5317              | 1984 Umbau in 5216 ausgemustert                                                       |
| 137     | 5. Okt. 1955     | 203.018 5318              | 1984 Umbau in 5217 ausgemustert und an PFT verkauft.                                  |
| 138     | 2. Apr. 1955     | 202.001 5201              | ausgemustert                                                                          |
| 139     | 28. Apr. 1955    | 202.002 5202              | 1995 ausgemustert                                                                     |
| 140     | 29. Apr. 1955    | 202.003 5203              | 1989 Umbau in 5302II                                                                  |
| 141     | 22. Apr. 1955    | 202.004 5204              | 1989 ausgemustert                                                                     |
| 142     | 11. Juni 1955    | 202.005 5205              | ausgemustert                                                                          |
| 143     | 6. Mai 1955      | 202.006 5206              | 1989 Umbau in 5307II ausgemustert und im Juni 2013 verschrottet                       |
| 144     | 9. Mai 1955      | 202.007 5207              | 1989 Umbau in 5317II ausgemustert                                                     |
| 145     | 18. Mai 1955     | 202.008 5208              | 1989 Umbau in 5318II                                                                  |
| 146     | 21. Mai 1955     | 202.009 5209              | 1992 Umnummerierung in 5321 1993 Rücknummerierung in 5209 in Betrieb                  |
| 147     | 2. Juni 1955     | 202.010 5210              | 1989 Umbau in 5320 ausgemustert und im Juni 2013 verschrottet                         |
| 148     | 6. Juni 1955     | 202.011 5211 ausgemustert | 1958 Umnummerierung in 204.009 1958 Rücknummerierung in 202.011                       |
| 149     | 28. Mai 1955     | 202.012 5212              | ausgemustert                                                                          |
| 150     | 26. Juni 1955    | 202.013 5213              | 1994 ausgemustert                                                                     |
| 151     | 13. Juli 1955    | 203.019 5319              | 2000 ausgemustert                                                                     |
| 152     | 3. Feb. 1955     | 202.015                   | 1957 Umbau in 204.005 1982 ausgemustert                                               |
| 153     | 18. Feb. 1955    | 202.016                   | 1957 Umbau in 204.006 1985 ausgemustert                                               |
| 154     | 1. März 1955     | 202.017                   | 1957 Umbau in 204.007 i ausgemustert und im Juni 2013 verschrottet                    |
| 155     | 8. März 1955     | 202.018                   | 1957 Umbau in 204.008 1986 ausgemustert                                               |
| 159     |                  | 1601                      | 1984 ausgemustert und im März 1989 verschrottet                                       |
| 156     |                  | 1602                      | 1994 ausgemustert Museumslok beim PFT/TSP                                             |
| 157     |                  | 1603                      | 1994 ausgemustert Museumslok bei PFT                                                  |
| 158     | 21. Apr. 1955    | 1604                      | 1994 ausgemustert Museumslok Besitzer Luxemburger Denkmalpflegeamt www.ssmn.public.lu |
| 160     | 25. Jan. 1957    | 204.001 5401              | ausgemustert                                                                          |
| 161     | 14. Feb. 1957    | 204.002 5402              | 1984 ausgemustert                                                                     |
| 162     | 27. Feb. 1957    | 204.003 5403              | ausgemustert und im Juni 2013 verschrottet                                            |
| 163     | 13. März 1957    | 204.004 5404              | 1999 ausgemustert Museumslok der SNCB/NMBS                                            |